# Seznam zápasů slovenské a dánské hokejové reprezentace
Toto je seznam zápasů slovenské a dánské hokejové reprezentace na MS a Zimních olympijských hrách.

## Mistrovství světa v ledním hokeji
| Datum     | Číslo | Slovensko | Výsledek | Zápas      | MS   | Místo      | Branky Slovenska |
| --------- | ----- | --------- | -------- | ---------- | ---- | ---------- | --- |
| 2.5.2004  | 1     | Slovensko | 8:0      | osmifinále | 2004 | Ostrava    | 2x Pavol Demitra • Jozef Stümpel • Miroslav Šatan • Zdeno Chára • Richard Lintner • Marián Gáborík • Rastislav Pavlikovský |
| 14.5.2010 | 2     | Slovensko | 0:6      | osmifinále | 2010 | Kolín      | nikdo |
| 9.5.2011  | 3     | Slovensko | 4:1      | osmifinále | 2011 | Bratislava | Jozef Stümpel • Miroslav Šatan • Marián Hossa • Richard Zedník                                                             |
| 20.5.2014 | 4     | Slovensko | 4:3      | ZS         | 2014 | Minsk      | 2x Tomáš Tatar • Marek Viedenský • Michel Miklík                                                                           |
| 2.5.2015  | 5     | Slovensko | 4:3 SN   | ZS         | 2015 | Ostrava    | Michal Sersen • Marek Viedenský • Dominik Graňák • Marko Daňo (rozhodující SN)                                             |
| 9.5.2017  | 6     | Slovensko | 3:4 SN   | ZS         | 2017 | Kolín      | Martin Gernát • Mário Bližňák • Michal Miklík                                                                              |
| 21.5.2019 | 7     | Slovensko | 2:1 SN   | ZS         | 2019 | Košice     | Martin Marinčin • Ladislav Nagy (rozhodující SN)                                                                           |
| 29.5.2021 | 8     | Slovensko | 2:0      | ZS         | 2021 | Riga       | Peter Cehlárik • Adam Jánošík                                                                                              |
| 24.5.2022 | 9     | Slovensko | 7:1      | ZS         | 2022 | Helsinky   | 2x Tomáš Tatar, 2x Pavol Regenda, Mislav Rosandić, Juraj Slafkovský, Šimon Nemec                                           |

## Zimní olympijské hry
| Datum | Číslo | Slovensko | Výsledek | Zápas | ZOH                   | Místo | Branky Slovenska |
| ----- | ----- | --------- | -------- | ----- | --------------------- | ----- | ---------------- |
|       | 1     |           | x:x      |       | bez odehraného zápasu |       |                  |